# Маршалска Острва на Светском првенству у атлетици у дворани 2012.
Маршалска Острва су други пут учествовала на Светском првенству у атлетици у дворани 2012. одржаном у Истанбулу од 9. до 11. марта. Репрезентацију Маршалских Острва је представљао један такмичар, који се такмичио у трци на 60 метара.
Маршалска Острва нису освојила ниједну медаљу али је оборен лични рекорд сезоне.

## Учесници
Мушкарци:
- Роман Крес — 60 м

## Резултати

### Мушкарци
| Атлетичар  | Дисциплина | Лични рекорд | Квалификација | Квалификација | Полуфинале           | Полуфинале           | Финале               | Финале       | Детаљи |
| Атлетичар  | Дисциплина | Лични рекорд | Резултат      | Место         | Резултат             | Место                | Резултат             | Место        | Детаљи |
| ---------- | ---------- | ------------ | ------------- | ------------- | -------------------- | -------------------- | -------------------- | ------------ | ------ |
| Роман Крес | 60 м       | 6,70 НР      | 7,43 ЛРС      | 5. у гр. 6    | Није се квалификовао | Није се квалификовао | Није се квалификовао | 45 / 57 (61) |        |